# Ministerrat (Syrien)
Der Ministerrat von Syrien (arabisch مجلس وزراء سوريا Madschlis Wuzara Suriya, DMG Maǧlis Wuzarāʾ Sūriyā) ist die höchste Exekutivkörperschaft der Arabischen Republik Syrien. Seit Dezember 2024 handelt es sich um eine Übergangsregierung unter Übergangspräsident Ahmed al-Scharaa.
Gemäß Sektion 2, Absatz 115 (1) der syrischen Verfassung besteht das Kabinett aus dem Präsidenten des Ministerrats, seinen Stellvertretern und den Ministern. Es überwacht die Ausführung der Gesetze und Verordnungen und die Arbeit der Staatsmaschinerie sowie Institutionen.

## Übergangsregierung seit Ende 2024
| Amt                                                                                                | Leitung                  | Partei/Fraktion | Antritt       |
| -------------------------------------------------------------------------------------------------- | ------------------------ | --------------- | ------------- |
| Ministerpräsident                                                                                  | Mohammed al-Baschir      | HTS             | Dezember 2024 |
| Vize-Ministerpräsident                                                                             | vakant                   |                 | Dezember 2024 |
| Verteidigungsminister                                                                              | Murhaf Abu Kasra         | HTS             | Dezember 2024 |
| Minister für Auswärtige und Expatriiertenangelegenheiten                                           | Asaad Hassan al-Schibani | HTS             | Dezember 2024 |
| Minister für religiöse Stiftungen                                                                  | Hussam Haj Hussein       | HTS             | Dezember 2024 |
| Minister für örtliche Verwaltung und Umwelt Minister für öffentliche Arbeiten und Wohnungsbau      | Mohamed Muslim           | HTS             | Dezember 2024 |
| Minister für Arbeit und Sozialangelegenheiten Minister für administrative Entwicklung              | Fadi al-Qassem           | HTS             | Dezember 2024 |
| Minister für Wirtschaft und Außenhandel Minister für Erdöl und Mineralressourcen Industrieminister | Basel Abdul Aziz         | HTS             | Dezember 2024 |
| Minister für Kommunikation und Informationstechnologie                                             | Hussein al-Masri         | HTS             | Dezember 2024 |
| Innenminister                                                                                      | Anas Khattab             | HTS             | 29.03.2025    |
| Minister für Hochschulbildung und wissenschaftliche Forschung                                      | Abdel Moneim Abdel Hafez | HTS             | Dezember 2024 |
| Minister für Binnenhandel und Verbraucherschutz                                                    | Maher Khalil al-Hasan    | Unabhängig      | Dezember 2024 |
| Informations- und Kultusminister                                                                   | Mohammad al-Omar         | HTS             | Dezember 2024 |
| Bildungsminister                                                                                   | Nazir al-Qadri           | HTS             | Dezember 2024 |
| Justizminister                                                                                     | Schadi al-Waisi          | HTS             | Dezember 2024 |
| Minister für Wasserressourcen                                                                      | Osama Abu Zaid           | Unabhängig      | Dezember 2024 |
| Finanzminister                                                                                     | Riad Abdul Ra'uf         | Unabhängig      | Dezember 2024 |
| Transportminister Tourismusminister                                                                | Bahaa Aldeen Sharm       | Unabhängig      | Dezember 2024 |
| Gesundheitsminister                                                                                | Maher al-Scharaa         | HTS             | Dezember 2024 |
| Minister für Landwirtschaft und Agrarreform                                                        | Mohammad al-Ahmad        | HTS             | Dezember 2024 |
| Elektrizitätsminister                                                                              | Omar Shaqrouq            | HTS             | Dezember 2024 |
| Ministerin für Frauenangelegenheiten                                                               | Aischa al-Dibas          | Unabhängig      | Dezember 2024 |

## Kabinett 2020
| Amt                                                                  | Inhaber                               | Partei                                   | Antritt           |
| -------------------------------------------------------------------- | ------------------------------------- | ---------------------------------------- | ----------------- |
| Ministerpräsident                                                    | Hussein Arnous                        | Baath-Partei                             | 11. Juni 2020     |
| Vize-Ministerpräsident                                               | General Ali Abdullah Ayyoub           | Militär                                  | 1. Januar 2018    |
| Verteidigungsminister                                                | General Ali Abdullah Ayyoub           | Militär                                  | 1. Januar 2018    |
| Minister für Auswärtige und Expatriiertenangelegenheiten             | Faisal al-Miqdad                      | Baath-Partei                             | 22. November 2020 |
| Minister für religiöse Stiftungen                                    | Dr. Mohammed Abdul-Sattar al-Sayyed   | Baath-Partei                             | 8. Dezember 2007  |
| Minister für Präsidialangelegenheiten                                | Mansur Fadlallah Azzam                |                                          | 14. April 2011    |
| Minister für örtliche Verwaltung und Umwelt                          | Hussein Makhlouf                      | Baath-Partei                             | 3. Juli 2016      |
| Minister für administrative Entwicklung                              | Salam al-Saffaf                       |                                          | 29. März 2017     |
| Minister für Arbeit und Sozialangelegenheiten                        | Mohamed Seif El Din                   | Baath-Partei                             | 10. August 2021   |
| Minister für Wirtschaft und Außenhandel                              | Mohammad Samer al-Khalil              | Baath-Partei                             | 30. August 2020   |
| Informationsminister                                                 | Boutros Hallaq                        |                                          | 10. August 2021   |
| Innenminister                                                        | Major Gen. Mohammad Khaled al-Rahmoun | Militär                                  | 26. November 2018 |
| Tourismusminister                                                    | Mohammad Rami Radwan Martini          |                                          | 26. November 2018 |
| Minister für Hochschulbildung und wissenschaftliche Forschung        | Bassam Bashir Ibrahim                 | Baath-Partei                             | 26. November 2018 |
| Minister für Behausung und Bebauung                                  | Suhail Mohammad Abdullatif            |                                          | 26. November 2018 |
| Kommunikations- und Technologieminister                              | Iyad Mohammad al-Khatib               |                                          | 26. November 2018 |
| Minister für Binnenhandel und Verbraucherschutz                      | Amr Salem                             |                                          | 10. August 2021   |
| Kultusminister                                                       | Lubanah Muschaweh                     | Baath-Partei                             | 30. August 2020   |
| Bildungsminister                                                     | Darem Tabbaa                          |                                          | 30. August 2020   |
| Justizminister                                                       | Ahmed Alsyed                          | ?                                        | 30. August 2020   |
| Minister für Wasserressourcen                                        | Tammam Raad                           | ?                                        | 30. August 2020   |
| Finanzminister                                                       | Kinan Yaghi                           | ?                                        | 30. August 2020   |
| Transportminister                                                    | Zuhair Khuzayem                       | ?                                        | 30. August 2020   |
| Minister für Erdöl und Mineralressourcen                             | Bassam Tuome                          | ?                                        | 30. August 2020   |
| Gesundheitsminister                                                  | Hassan al-Ghabbasch                   | Baath-Partei                             | 30. August 2020   |
| Industrieminister                                                    | Dr. Ziad Sabbagh                      | Baath-Partei                             | 30. August 2020   |
| Minister für Landwirtschaft und Agrarreform                          | Mohammed Hassan Qatana                | Baath-Partei                             | 30. August 2020   |
| Elektrizitätsminister                                                | Ghassan al-Zamel                      | ?                                        | 30. August 2020   |
| Staatsminister für Investitionsangelegenheiten und wichtige Projekte | Mohammed Fayez al-Barscha             | Syrische Kommunistische Partei           | 30. August 2020   |
| Staatsminister für Entwicklung der südlichen Region                  | Abdullah Salloum Abdullah             | Sozialistische Unionistische Partei      | 10. August 2021   |
| Staatsminister für Angelegenheiten der Volksversammlung              | Diala Barakat                         | Syrische Soziale Nationalistische Partei | 10. August 2021   |

## Kabinett 2012
| Amt                                                      | Inhaber                             | Partei                                   | Antritt         |
| -------------------------------------------------------- | ----------------------------------- | ---------------------------------------- | --------------- |
| Ministerpräsident                                        | Wael al-Halki                       | Baath-Partei                             | 11. August 2012 |
| Vize-Ministerpräsident                                   | Fahd Dschassim al-Freidsch          | Militär                                  | 18. Juli 2012   |
| Vize-Ministerpräsident                                   | Walid al-Muallim                    | Baath-Partei                             | 23. Juni 2012   |
| Vizeministerpräsident für Dienstleistungsangelegenheiten | Omar Ghalawandschi                  | Baath-Partei                             | 23. Juni 2012   |
| Vizeministerpräsident für Wirtschaftsangelegenheiten     | Qadri Dschamil                      | Partei des Volkswillens                  | 23. Juni 2012   |
| Minister für Auswärtige und Expatriiertenangelegenheiten | Walid al-Muallim                    | Baath-Partei                             | 14. April 2011  |
| Verteidigungsminister                                    | General Fahd Dschassim al-Freidsch  | Militär                                  | 18. Juli 2012   |
| Gesundheitsminister                                      | Saad Abdel-Salam al-Nayef           | Baath-Partei                             | 23. Juni 2012   |
| Minister für Landwirtschaft und Agrarreform              | Subhi Ahmad al-Abdullah             | Baath-Partei                             | 23. Juni 2012   |
| Elektrizitätsminister                                    | Imad Mohammad Dib Chamis            | Baath-Partei                             | 14. April 2011  |
| Minister für Erdöl und Mineralressourcen                 | Said Ma'za Hanidi                   |                                          | 9. August 2012  |
| Kultusminister                                           | Lubanah Muschaweh                   | Baath-Partei                             | 23. Juni 2012   |
| Informationsminister                                     | Dr. Umran Ahid al-Zabi              |                                          | 23. Juni 2012   |
| Minister für religiöse Stiftungen                        | Dr. Mohammed Abdul-Sattar al-Sayyed |                                          | 23. Juni 2012   |
| Transportminister                                        | Dr. Mahmud Ibrahim Said             |                                          | 23. Juni 2012   |
| Justizminister                                           | Nadschm Hamad al-Ahmad              |                                          | 23. Juni 2012   |
| Industrieminister                                        | Dr. Adnan Abdo al-Suchni            |                                          | 23. Juni 2012   |
| Innenminister                                            | Major Gen. Mohammed asch-Schaar     | Militär                                  | 14. April 2012  |
| Kommunikations- und Technologieminister                  | Dr. Emad Abdul-Ghani Sabuni         | Baath-Partei                             | 14. April 2011  |
| Minister für Arbeit und Sozialangelegenheiten            | Dschasim Muhammad Zakariya          | Baath-Partei                             | 23. Juni 2012   |
| Minister für Behausung und Bebauung                      | Safwan al-Assaf                     | Baath-Partei                             | 23. Juni 2012   |
| Minister für örtliche Verwaltung                         | Omar Ghalawandschi                  | Baath-Partei                             | 14. April 2011  |
| Bildungsminister                                         | Hazwan al-Wazz                      |                                          | 23. Juni 2012   |
| Finanzminister                                           | Mohammad al-Dschililati             | Baath-Partei                             | 14. April 2011  |
| Wirtschafts- und Handelsminister                         | Muhammad Zafir Mahabik              |                                          | 23. Juni 2012   |
| Tourismusminister                                        | Halat an-Nasir                      | Baath-Partei                             | 23. Juni 2012   |
| Minister für Höhere Bildung                              | Muhammad Yahya Mu'alla              |                                          | 23. Juni 2012   |
| Minister für Präsidialangelegenheiten                    | Mansur Fadlallah Azzam              |                                          | 14. April 2011  |
| Staatsminister für Nationale Versöhnungsangelegenheiten  | Ali Haidar                          | Syrische Soziale Nationalistische Partei | 23. Juni 2012   |
| Statsminister für Umweltangelegenheiten                  | Nazira Farah Sarkis                 |                                          |                 |
| Minister für öffentliche Arbeit                          | Mansur Fadlallah Azzam              | Yasser al-Sibaei                         | 23. Juni 2012   |
| Staatsminister                                           | Joseph Suwaid                       | Syrische Soziale Nationalistische Partei | 14. April 2011  |
| Staatsminister                                           | Abdallah Chalil Hussain             |                                          | 23. Juni 2012   |
| Staatsminister                                           | Hussein Mahmud Ferzat               | Arabische Sozialistische Bewegung        | 14. April 2011  |
| Staatsminister                                           | Nadschm al-Din Chriit               |                                          | 23. Juni 2012   |
| Staatsminister                                           | Dschamal Schaban Schahin            |                                          | 14. April 2011  |